# الخطوط الجوية الكوبية
الخطوط الجوية الكوبية (كوبانا)؛ هي أكبر شركة طيران كوبية وتعد الناقل الوطني لكوبا. يعود إنشاء الشركة للثامن من أكتوبر 1929 وهي من أوائل شركات الطيران التي ظهرت في أمريكا اللاتينية. ويقع المقر الرئيسي في هافانا عاصمة كوبا. تعد من مؤسسي وأحد أعضاء كلا من اتحاد النقل الجوي الدولي، والجمعية الدولية لاتصالات الملاحة الجوية، ولاتحاد الدولي للنقل الجوي بأمريكا اللاتينية.

## الوجهات
تشغل كوبانا رحلات إلى أكثر من 20 وجهة في كوبا وأوروبا ومنطقة البحر الكاريبي وأمريكا الشمالية والوسطى والجنوبية.

### اتفاقية الرمز المشترك
لدى الكوبية اتفاقية الرمز المشترك مع الشركات التالية:
- إيروفلوت
- Air Caraïbes
- أفيانكا
- أفيانكا السلفادور
- بلو بانوراما ايرلاينز
- نيوس (شركة طيران)
- Sunrise Airways[7]

## الأسطول

### الأسطول الحالي
اعتبارًا من أكتوبر 2019، تشغل الخطوط الجوية الكوبية الطائرات التالية:[بحاجة لتحديث]
| الطائرة           | في الخدمة | مطلوبة | الركاب       | الركاب   | الركاب  | ملاحظات                                                 |
| الطائرة           | في الخدمة | مطلوبة | رجال الأعمال | السياحية | المجموع | ملاحظات                                                 |
| ----------------- | --------- | ------ | ------------ | -------- | ------- | ------------------------------------------------------- |
| أنتونوف أن-148    | 6         | —      | —            | 99       | 99      | سلمت في 2013. سحبت جميعها في مايو 2018 بسبب مشاكل فنية. |
| إيه تي آر 72      | 2         | —      | —            | 66       | 66      |                                                         |
| إليوشن إي أل-96   | 4         | —      | 18           | 244      | 262     | [ 15 ]                                                  |
| توبوليف تي يو-204 | 2         | —      | 12           | 212      | 224     | أكمل فحصها في روسيا.                                    |
| أسطول الشحن       |           |        |              |          |         |                                                         |
| توبوليف تي يو-204 | 2         | —      | شحن          | شحن      | شحن     | [ 15 ]                                                  |
| المجموع           | 16        | —      |              |          |         |                                                         |

### الأسطول التاريخي
- أنتونوف أن-12[18]
- أنتونوف أن-24[19]
- أنتونوف أن-24[20]
- أنتونوف أن-26
- أنتونوف أن-26
- أنتونوف أن-30
- Bristol Britannia 318  [لغات أخرى]‏[21]
- دوغلاس سي-47 سكاي ترين
- دوغلاس سي-47 سكاي ترين
- Douglas C-54A  [لغات أخرى]‏
- إليوشن إي أل-14[18]
- إليوشن إي أل-18[18]
- إليوشن إل-62
- إليوشن إل-62[20]
- لوكهيد إل-1049 سوبر كونستليشن[22]
- لوكهيد إل-1049 سوبر كونستليشن
- لوكهيد إل-1049 سوبر كونستليشن[22]
- توبوليف تو 154
- توبوليف تو 154
- Vickers Viscount Series 810  [لغات أخرى]‏
- Vickers Viscount 755[22]
- ياكوفليف ياك-40
- ياكوفليف ياك-40
- ياكوفليف ياك-42[20]